# Piacenza
Piacenza (Emilian Piasëinsa, latinsko Placentia) je mesto in občina v deželi Emilija-Romanja v severni Italiji s 100.000 prebivalci. Je glavno mesto pokrajine Piacenza. Sodobna oblika imena je nastala iz latinske Placentia. Etimologija je dolgotrajna, sledenje izvora iz latinskega glagola placēre, 'ugajati'.  Ime pomeni 'ugajajoče bivališče' ali kot pravi James Boswell, 'lepa', ime pa je bilo sprejeto kot dober znak.
Piacenza se nahaja na večjem križišču, na stičišču poti E35/A1 med Bologno in Milanom in Cesto E70/A21 med Brescio in Tortono. Piacenza leži tudi na sotočju Trebbie, ki teče iz severnih Apeninov in Pada, ki teče proti vzhodu. Piacenza tudi sedež dveh univerz, Katoliške univerze Srca Jezusovega in Politehnične univerze iz Milana.

## Zgodovina

### Antika
Pred naselitvijo Rimljanov, je bilo območje poseljeno z drugimi narodi; natančneje, večina rimskih naselij na desnem bregu reke Pad med Trebbio in Taro, so zasedali Ananesi ali Anamari, plemena Cisalpske Galije. Pred tem, pravi Polibij, so »te planote naselili antični Etruščani« pred Galci.

#### Rimska doba
Piacenza in Cremona sta bili ustanovljeni kot rimski vojaški kolonije v maju 218 pred našim štetjem. Rimljani so načrtovali gradnjo po uspešnem zaključku zadnje vojne z Galci, končano v 219 pred našim štetjem. Spomladi leta 218 pred našim štetjem, po razglasitvi vojne proti Kartagini, je senat odločil, da pospeši izgradnjo in dal kolonistom 30 dni, da se pojavijo na mestih, kjer so jim dali zemljišča. Vsako naselje so naselili s 6.000 rimskimi državljani, toda mesta so dobila latinske pravice, kar pomeni, da so imeli enak pravni status kot številne kolonije, ki jih je ustanovil Rim in mesta Latium.
Reakcija Galcev v regiji je bila hitra; koloniste so izgnali iz dežele. Zatekli so se v Mutino, slednja je poslala vojaško pomoč. Majhne sile pod vodstvom Luciusa Manliusa niso mogla zavzeti območja. Senat je nato poslal dve legiji pod vodstvom Gaja Ateliusa. Pobral je Manliusa in koloniste, se spustil v Piacenzo in Cremono in uspešno postavil kastrum 480 kvadratnih metrov velik za podporo izgradnji mesta. Piacenza je morala biti obzidana takoj, saj je bila bitka pri Trebii že decembra. Ni zapisanih ali arheoloških dokazov o predhodnih naseljih na točno določenem mestu. Lahko da je bilo mesto izbrisano z izgradnjo. Piacenza je bil 53. kolonija od ustanovitve Rima.  Bila je prva med Galci v Padski nižini.
Po bitki pri Trebbii, ko je Hanibal zasedel podeželje, je zgradil pristanišče (Emporium). Leta 209 pred našim štetjem je Hasdrubal Barca prečkal Alpe in oblegal mesto, vendar ga ni mogel zavzeti in se je umaknil. Leta 200 pred našim štetjem so ga Galci porušili in zažgali, prebivalstvo pa prodali v suženjstvo. Nato so zmagoviti Rimljani obnovili mesto in uspeli pripeljati 2000 državljanov. Leta 198 pred našim štetjem je kombinirana sila Galcev in Ligurijcev oropala celotno regijo. Ker se ljudje niso želeli vrniti v suženjstvo, so se 190 pred našim štetjem pritoževali Senatu da jih je premalo; senat je v odgovor poslal 3000 novih naseljencev. Z gradnjo rimske ceste Via Aemilia v 180-ih je mesto postalo enostavno dosegljivo iz jadranskih pristanišč, kar je izboljšalo trgovino in možnosti za pravočasno obrambo.
Fegato di Piacenza, bronast model jeter ovce za namene haruspices so odkrili leta 1877 na Gossolengu nekoliko južno od Piacenze, priča ohranjanju navad Etruščanov tudi po rimski osvojitvi.
Čeprav oblegano in večkrat opustošeno je mesto vedno obnovljeno in so 6. stoletja ga je Prokopij imenoval »glavno mesto v deželi Aemilia«. 
Prvi škof Piacenze (322–357), San Vittorio, je razglasil svetega Antonina iz Piacenze, vojaka v Tebanski legiji (in ga ne smemo zamenjevati s Antoninom iz Piacenze iz šestega stoletja), za zavetnika Piacenze in leta 324 zgradil prvo cerkev v njegovo čast. Bazilika je bila restavrirana leta 903 in rekonstruirana leta 1101, ponovno leta 1562 in je še danes cerkev. Ostanki škofa in vojaka-svetnika, so v žarah pod oltarjem. Tema Antonina, zaščitnika Piacenze, je v umetnosti dobro znana.

### Srednji vek
Piacenza je bila oblegana v času gotske vojne (535–554). Po kratkem obdobju, ko jo je zasedal rimski cesar Justinijan I., so jo zavzeli Langobardi, in jo naredili za sedež vojvodine. Po osvojitvi Frankov v devetem stoletju je mesto začelo okrevati, podprto z lokacijo vzdolž Via Francigena, ki je kasneje povezala Sveto rimsko cesarstvo z Rimom. Prebivalstvo in pomen sta po letu 1000 vidno porastla. To obdobje je zaznamoval postopen prenos pooblastil od fevdalcev na nov podjetniški razred, kot tudi, da je fevdalni razred podeželja še naprej rasel.
Leta 1095 je bilo mesto prizorišče koncila, v katerem je bila razglašena prva križarska vojna. Od 1126 je bila Piacenza svobodna občina in pomemben član Lombardske lige. V tej vlogi je sodelovala v vojni proti Frideriku Barbarossi in v naslednji bitki pri Legnanz (1176). Prav tako uspešno so se borile tudi sosednje občine Cremona, Pavia in Parma in širile svoje imetje. Piacenza je ujela tudi nadzor nad trgovskimi potmi iz Genove, kjer so se prvi Piacentini bankirji že ustalili, od grofov Malaspina in škof Bobbio.
V 13. stoletju, kljub neuspešnim vojnam proti Frideriku I., je Piacenza uspela pridobiti utrdbe na Lombardski obali reke Pad. Leta 1183 je bil v cerkvi sv. Antonina podpisan Konstanški mir. Kmetijstvo in trgovina sta cveteli v teh stoletjih in Piacenza je postala eno najbogatejših mest v Evropi. To se odraža tudi v gradnji več pomembnih zgradb in v splošni reviziji mestnega načrta. Boji za nadzor, ki so potekali v drugi polovici 13. stoletja, niso posebej vplivali na mesto. Družini Scotti in Pallavicini ter Alberto Scoto (1290–1313) so bili na oblasti v tem vrstnem redu. Scotova vlada se je končala, ko je hiša Visconti iz Milana zajela Piacenzo in jo obdržala do 1447. Vojvoda Gian Galeazzo Visconti je na novo napisal zakone Piacenze in preselili univerzo iz Pavie v mesto. Piacenza je nato do leta 1499 postala posest hiše Sforza.

### Moderna doba
Kovanec iz 16. stoletja ima moto: Placentia floret ('Piacenza cveti') na eni od svojih strani. Mesto napreduje gospodarsko, predvsem zaradi širjenja kmetijstva na podeželju, ki obdaja mesto. Tudi v okviru tega stoletja so postavili novo mestno obzidje. Piacenzi so vladali Francija do leta 1521 in na kratko, pod papeža Leonom X., je postala del papeške države. Leta 1545 je postala del novoustanovljenega vojvodstva Parma, ki ji je vladala družina Farnese.
Piacenza je bila glavno mesto vojvodstva do Ottavia Farneseja, vojvode Parmskega (1547–1586), ko se je preselilo v Parmo. Mesto je doživelo svoja najtežja leta v času vladavine Odoadda Farneseja, vojvoda Parmskega (1622–1646), ko je med 6000 in 13.000 Piacentinov od celotne populacije 30.000 umrlo od lakote in kuge oz. mesto in njegovo podeželje so opustošili tudi razbojniki in francoski vojaki.
Med letoma 1732 in 1859 so Parmi in Piacenzi vladali Bourboni. V 18. stoletju je bilo zgrajenih več poslopij, ki so pripadala plemiškim družinam, kot so Scotti, Landi in Fogliani.
Leta 1802 je Napoleonova vojska zajela Piacenzo in jo dodala k francoskemu cesarstvu. Mladi Piacentini so bili poslani v boj v Rusijo, Španijo in Nemčijo, medtem ko je bilo mesto oplenjeno velikega števila umetniških del, ki so trenutno razstavljena v številnih francoskih muzejih.
Habsburško vladavino Marije Louize, vojvodinje Parmske (1816–1847) pomnijo kot eno najboljših v zgodovini Piacenze; vojvodinja je osušila veliko zemljišča, zgradila več mostov po vsej Trebbia in Nuri in skrbela za izobraževanje in umetnost.

### Združitev z Italijo
Avstrijske in hrvaške čete so zasedle Piacenzo leta 1848, plebiscit je zaznamoval vstop mestu v Kraljevino Sardinijo. 37.089 volivcev od 37.585 jih je glasovalo za priključitev. Piacenzo je zato monarh razglasil kot Primogenita dell'Unità di Italia ('Prvorojena v poenotenju Italije'). Piacentini so se množično vpisali v vojsko Giuseppeja Garibaldija za Pohod tisočih.
Junija 1865 je bil odprt prvi železniški most čez reko Pad v severni Italiji (v južni Italiji so zgradili železniški most že leta 1839). Leta 1891 je bila ustanovljena prva zbornica delavcev v Piacenzi.

### Druga svetovna vojna
Med drugo svetovno vojno je bilo mesto močno bombardirano od zaveznikov. Pomembni železniški in cestni mostovi na Trebbia in Padu ter železniške postaje so bili uničeni. Zgodovinsko središče samega mesta je utrpelo kolateralno škodo. Leta 1944 so postali mostovi preko reke Pad ključnega pomena za dobavo iz Avstrije feldmaršala Albert Kesselringove gotske linije, ki je ščitila umik vojakov iz Italije. Najpomembnejši med njimi so bili železniški in cestni mostovi v Piacenzi, skupaj s skladišči za oskrbo in železniške postaje. V operaciji Mallory Mayor, julija 12-15, so srednji bombniki iz Korzike poleteli v 300 bojnih pohodih in izločili 21 mostov vzhodno od Piacenze, nato pa nadaljeval proti zahodu skupno 90 do 20. julija. Drugi bombniki so preprečili obnovo in prekinili ceste in železniške proge. Do 4. avgusta so bila vsa mesta severne Italije izolirana in utrpela težko bombardiranje, zlasti Piacenza. Prevoz do Genove na jug ali proti Torinu na sever je bil nemogoč. Kljub temu je Kesselring še naprej dobavljal svoje ljudi.
Na hribih in Apeninih so bili aktivni partizani. 25. aprila 1945 je izbruhnil splošni partizanski upor, ki ga je vodilo Italijansko odporniško gibanje in 29. aprila so vojaki brazilskih ekspedicijskih sil vstopili v mesto. Leta 1996 je predsednik Oscar Luigi Scalfaro počastil Piacenzo z zlato medaljo za hrabrost v bitki.
Tukaj se je nahajalo vojaško zaporniško taborišče, Veano Camp PG 29, Piacenza.

## Znamenitosti
Piacenza se ponaša z velikim številom zgodovinskih palač, pogosto z značilnimi čudovitimi vrtovi.

### Palače
- Palača Comunale, znana tudi kot Il Gotico, je bila zgrajena leta 1281 kot mestna hiša. Gre za prototip Broletto Lombardije (kraj, kjer se je celotna populacija srečala na demokratičnem shodu, kjer so izvoljeni ljudje živeli in delili pravico). Od prvotne oblike, je bila le na severni strani zaključena z značilnimi guelfskimi (cinami, arkadnim okvirjem, osrednjim zvonikom z dvema manj pomembnima ob straneh. Fasada, s petimi arkadami, je iz roza marmorja v spodnjem delu in iz opeke (okrašena z geometrijskimi figurami) v zgornjem delu. Glavna dvorana ima freske in se uporablja za sestanke, predavanja in konference.
- Palača Farnese, se je začela graditi leta 1568 po naročilu Ottavia Farneseja in njegove žene Margarete Parmske. Prvotni projekt je izdelal Francesco Paciotto iz Urbina, dela so zaupali Giovanni Bernardo Della Valleju, Giovanniju Lavezzariju in Bernardu Panizzariju (Caramosino). Zasnovo je spremenil leta 1568 Giacomo Barozzi da Vignola, bolj znan kot "Vignola".
- Palača Landi, zgrajena v srednjem veku, vendar obnovljena v poznem 15. stoletju.
- Palača Costa.
- Palača Somaglia.
- Palača Scotti (znana tudi kot Palazzo della Prefettura), sedež Prirodoslovnega muzeja.
- Palača Mercanti (17. stoletje), trenutno mestna hiša

### Drugo
- Konjeniški trg (italijansko Piazza Cavalli) je glavni mestni trg. Imenuje se (Cavalli pomeni 'konji') po dveh bronastih konjeniških kipih Alexandra Farneseja, vojvode Parmskega (r. 1586), nečaka in pogumnega generala Filipa II. Španskega) in njegovega sina Ranuccia I. Farneseja, vojvode Parmskega, ki ga je nasledil. Kipa sta mojstrovini  Francesca Mochija, manierističnega kiparja.
- Stolnica v Piacenzi: je katoliška stolnica rimskokatoliške škofije Piacenza-Bobbio, zgrajena med 1122 in 1233 in je dragocen primeri severnoitalijanske romanske arhitekture. Fasada je iz roza veronese marmorja in kamna, horizontalno razdeljena z galerijo, ki dominira nad tremi vrati, okrašena z velikimi kapiteli in romanskimi kipi. V notranjosti ima glavno in dve stranski ladji, deljene s 25 velikimi stebri. Omembe vredne so freske, izdelane v 14.–16. stoletju (slikarji Camillo Procaccini in Ludovico Carracci), medtem ko so tiste v kupoli delo Morazzoneja in Guercina. Prezbiterij ima lesene skulpture iz leta 1479, lesen pevski kor Giangiacoma da Genove (1471) in kipe lombardske šole iz 15. stoletja. Kripta v tlorisu grškega križa ima 108 romanskih majhnih stebrov, v njej so relikvije sv. Justine, kateri je bila posvečena prva stolnica (porušena v potresu leta 1117).
- Cerkev sv. Frančiška: Nahaja se v središču Piazza Cavalli, je romansko-gotska zgradba iz 12. stoletja, ki je imela v srednjem veku vlogo državljanskega svetišča. Del srednjeveškega križnega hodnika je ohranjen. Glavni portal prekriva luneta iz 15. stoletja, ki prikazuje Ekstazo sv. Frančiška. Glavna in dve stranski ladji so razdeljene z nizkimi in čvrstimi opečnimi stebri, ki podpirajo visoke gotske oboke. Cerkev ima obliko latinskega križa. Glavna ladja, višja od stranskih, ima pentahedrično apsido, v kateri srečamo stransko apsido; okras so freske iz 15.–16. stoletja. Leta 1848 je bila tukaj razglašena priključitev Piacenze k Kraljevini Sardiniji.
- Bazilika sv. Antonina (Antonino di Piacenza, patron Piacenze): je primer romanske arhitekture z velikim osmerokotnim stolpom. Naročil jo je sv. Viktor, prvi škof mesta, leta 350, končana je bila leta 375. Vsebuje relikvije istoimenskega svetnika, mučenega v bližini Travo, v Val Trebbia. Leta 1183 so poslanci Friderika Barbarosse in Lombardska zveza tukaj sklenili Konstanški mir. Cerkev je bila obnovljena po poškodbah, ki so jih naredili barbarski vpadi in ima križni hodnik iz 15. stoletja. V notranjosti so glavna umetniška dela freske Camilla Gervasettija (1622).
- Bazilika sv. Sabina: Ta cerkev je bila posvečena nasledniku svetega Viktorja. Graditi se je začela leta 903, posvečena šele v 1107. Fasada in stebrišče so iz 17. in 18. stoletja. Prezbiterij in kripta vsebuje večbarvne mozaike iz 12. stoletja. Notranjost je v lombardsko-gotskem slogu, z antropomorfnimi kapiteli na stebrih. Nad glavnim oltarjem je lesen križ iz 12. stoletja, neznanega umetnika.
- San Giovanni in Canale so ustanovili Dominikanci leta 1220 in je bila razširjena sredi 16. stoletja.
- Santa Maria in Campagna: Ta renesančna cerkev stoji ob Piazzale delle Crociate (trg križarskih vojn), tako imenovan, ker je papež Urban II. tukaj oznanil leta 1095 prvo križarsko vojno. Cerkev je bila zgrajena leta 1522–1528 kot hiša za čudežno leseno skulpturo Marije. Postavitev je bila sprva v tlorisu grškega križa, vendar se je kasneje spremenila v tloris latinskega križa. Il Pordenone je poslikal kupolo in dve kapeli na levi strani.
- Sv. Sikst je renesančna cerkev s korom, ki sta ga zasnovala Gio Pietro Pambianco da Colorno in Bartolomeo da Busseto (1512–1514). Gradnja se je začel v 15. stoletju čez tempelj zgrajen leta 874 cesarice Angilberge. Tudi Alessia Tramella je cerkev Svetega groba. Leta 1513 so menihi sv. Siksta naročili Rafaelu izdelavo oltarne slike, znane kot Sikstinska Madona. So jo prodali leta 1754 Avgusti III. Poljskemu. Zdaj je na ogled v Dresdnu.
- Arheološki muzej v Piacenzi je del Muzejev Palazzo Farnese, hiša predromanskega etruščanskega bronastega modela jeter ovce, Fegato di Piacenza, ki datira iz konca 2. stoletja pr. n. št. do začetka 1. st. Odkrili so jih leta 1877 v Ciavernasco di Settima, v bližini Gossolenga v okolici Piacenze. Vsebujejo pisanje po površini, ki razmejuje različne dele jeter in njihov pomen in so bile verjetno uporabljene kot učno orodje za študente, ki so študirali Haruspex ali vedeževanje.
- Palazzo Landi, zgrajena v srednjem veku, vendar obnovljena v sedanji obliki v 15. stoletju, delo lombardskih obrtnikov. Ima renesančni marmorni portal. Zdaj je sedež lokalne uprave.
- Galleria d'arte moderna Ricci Oddi je umetnostni muzej, posvečen predvsem sodobnim italijanskim slikarjem.

## Kuhinja
Piacenza in njene province so znani po proizvodnji suhomesnatih in soljenih svinjskih izdelkov. Glavne posebnosti so panceta (valjan začinjen svinjska trebuh), coppa (začinjen svinjski vrat, ki vsebuje manj maščobe kot panceta, in zori najmanj šest mesecev) in salame (sesekljano svinjsko meso z začimbami in vinom, v obliki klobas).
Bortellina (slane palačinke iz moke, soli in vode ali mleka) in chisulén (torta fritta v standardno italijansko, narejen z moko, mlekom in živalskimi maščobami, pomešani med seboj in nato ocvrti v vročem strutto ali svinjski masti) so odlična spremljava panceti, coppi in salami, pa tudi s siri, zlasti Gorgonzolo in Robiolo.
Pisarei e fasö  je mešanica ročno izdelanih testenin in borlotti fižola.
Med kulinaričnimi specialitetami regije Piacenza (čeprav jo uživajo tudi v najbližji Cremoni) je mostarda di frutta, ki sestoji iz shranjenega sadja v sladkornem sirupu, močno začinjenega z gorčico. Turtlìt (tortelli dolci) ali sadni cmoki, so napolnjene z mostarda di frutta, kostanjevim pirejem in drugimi sestavinami in so na voljo v času Velike noči. Turtlìt so priljubljeni tudi na območju Ferrare. Turtéi, podobno imenovana piacentinska posebnost, je neke vrste testenina napolnjena s špinačo in ricotta sirom ali polnjena z bučko (Lagenaria siceraria).
Piacentinska osnovna živila so koruza (kuhana kot polenta) in riž (navadno kuhan kot rižota), oboje pa je zelo pogosta po vsej severni Italiji. Obstajajo tudi lokalno pridelani siri, kot je Parmigiano Lodigiano, čeprav je bližnja Parma bolj znana po svojih mlečnih izdelkih.
Hribi okoli Piacenze so znani po svojih vinogradih. Vino, pridelano na tem področju je označeno z denominazione di origine controllata imenovano »Colli Piacentini«. Glavna vina so Gutturnio (rdeča vina, tako peneča kot mirna), Bonarda (rdeče vino, pogosto peneče, izdelano iz Croatina grozdja), Ortrugo (suho belo vino) in malvazija (sladko belo vino).

## Pomembni ljudje
- Saint Gerard (umrl 1119, italijansko: Gerardo di Potenza, Gerardo La Porta), škof Potenza-Muro od 1111 do njegove smrti.
- Placentinus (umrl 1192), ustanovitelj pravne šole Univerze Montpellier.
- Teobaldo Visconti (c. 1210–1276), izbran za papeža Gregorja X..
- Sv. Konrad Piacenzenški (1290–1351), srednjeveški frančikanski eremit.
- Giovanni Battista Guadagnini (1711–1786), član družine Guadagnini, izdelovalcev godal.
- Melchiorre Gioia (1767–1829), filozof in politični ekonomist.
- Pietro Giordani (1774–1848), pisatelj in klasični literarni znanstvenik.
- Amilcare Ponchielli (1834–1886), skladatelj, ki je tukaj začel svojo kariero 1861.
- Giacomo Radini-Tedeschi, škof Bergama in mentor podočega papeža Janeza XXIII.
- Giorgio Armani (rojen 1934), modni oblikovalec.
- Carla Longeri (1960–2007), umetnostna zgodovinarka.
- Giovanni Paolo Panini (1691–1765), slikar vedut in arhitekt
- Luigi Illica (1857–1919), libretist, avtor in soavtor libreta za oper Giacoma Puccinija (La bohème, Tosca, Madama Butterfly), Alfredo Catalani (La Wally) in  Umberta Giordana (Andrea Chénier)

## Pobratena mesta
Piacenza je pobratena z:
- Plasencia, Španija
- Erfurt, Nemčija